# Molgula delicata
Molgula delicata är en sjöpungsart som beskrevs av Monniot 1991. Molgula delicata ingår i släktet Molgula och familjen kulsjöpungar. Inga underarter finns listade i Catalogue of Life.